# Gran Premi de la Xina del 2016
El Gran Premi de la Xina de Fórmula 1 de la temporada 2016 s'ha disputat al Circuit de Xangai, del 15 al 17 d'abril del 2016.

## Resultats de la qualificació
| Pos                  | No | Pilot             | Constructor               | Part 1      | Part 2   | Part 3      | Sortida |
| -------------------- | -- | ----------------- | ------------------------- | ----------- | -------- | ----------- | ------- |
| 2                    | 3  | Daniel Ricciardo  | Red Bull Racing-TAG Heuer | 1:37.672    | 1:36.815 | 1:35.917    | 2       |
| 3                    | 7  | Kimi Räikkönen    | Ferrari                   | 1:37.347    | 1:36.118 | 1:35.972    | 3       |
| 1                    | 6  | Nico Rosberg      | Mercedes                  | 1:37.669    | 1:36.240 | 1:35.402    | 1       |
| 4                    | 5  | Sebastian Vettel  | Ferrari                   | 1:37.001    | 1:36.183 | 1:36.246    | 4       |
| 5                    | 77 | Valtteri Bottas   | Williams-Mercedes         | 1:37.537    | 1:36.831 | 1:36.296    | 5       |
| 6                    | 26 | Daniil Kvyat      | Red Bull Racing-TAG Heuer | 1:37.719    | 1:36.948 | 1:36.399    | 6       |
| 7                    | 11 | Sergio Pérez      | Force India-Mercedes      | 1:38.096    | 1:37.149 | 1:36.865    | 7       |
| 8                    | 55 | Carlos Sainz, Jr. | Toro Rosso-Ferrari        | 1:37.656    | 1:37.204 | 1:36.881    | 8       |
| 9                    | 33 | Max Verstappen    | Toro Rosso-Ferrari        | 1:38.181    | 1:37.265 | 1:37.194    | 9       |
| 10                   | 27 | Nico Hülkenberg   | Force India-Mercedes      | 1:38.165    | 1:37.333 | Sense temps | 131     |
| 11                   | 19 | Felipe Massa      | Williams-Mercedes         | 1:38.016    | 1:37.347 |             | 10      |
| 12                   | 14 | Fernando Alonso   | McLaren-Honda             | 1:38.451    | 1:38.826 |             | 11      |
| 13                   | 22 | Jenson Button     | McLaren-Honda             | 1:37.593    | 1:39.093 |             | 12      |
| 14                   | 8  | Romain Grosjean   | Haas-Ferrari              | 1:38.425    | 1:39.830 |             | 14      |
| 15                   | 9  | Marcus Ericsson   | Sauber-Ferrari            | 1:38.321    | 1:40.742 |             | 15      |
| 16                   | 12 | Felipe Nasr       | Sauber-Ferrari            | 1:38.654    | 1:42.430 |             | 16      |
| 17                   | 20 | Kevin Magnussen   | Renault                   | 1:38.673    |          |             | 17      |
| 18                   | 21 | Esteban Gutiérrez | Haas-Ferrari              | 1:38.770    |          |             | 18      |
| 19                   | 30 | Jolyon Palmer     | Renault                   | 1:39.528    |          |             | 19      |
| 20                   | 88 | Rio Haryanto      | MRT-Mercedes              | 1:40.264    |          |             | 20      |
| 107% temps: 1:42.080 |    |                   |                           |             |          |             |         |
| 21                   | 94 | Pascal Wehrlein   | MRT-Mercedes              | Sense temps |          |             | 212     |
| 22                   | 44 | Lewis Hamilton    | Mercedes                  | Sense temps |          |             | 222     |
| Font:                |    |                   |                           |             |          |             |         |

Notes
- ^1  — Nico Hülkenberg ha rebut una penalització de 3 llocs a la graella de sortida per haver sortit del box sense complir totes les normes de seguretat a la Q2.[2]
- ^2  — Pascal Wehrlein és admés a carrera pels comissaris tot i no haver marcat temps inferior a la regla del 107%[3][4]
- ^3  — Lewis Hamilton ha estat penalitzat amb 5 llocs a la graella de sortida per haver substituït la caixa de canvi. Li hes permesa la participació a la cursa sota el criteri dels comissaris tot i no haver marcat cap temps a la qualificació.[5]

## Resultats de la Cursa
| Pos   | No | Pilot             | Constructor               | Voltes | Temps / Retirada | Pos.Sortida | Punts |
| ----- | -- | ----------------- | ------------------------- | ------ | ---------------- | ----------- | ----- |
| 1     | 14 | Fernando Alonso   | McLaren-Honda             | 56     | +12 567          | 11          | 25    |
| 2     | 5  | Sebastian Vettel  | Ferrari                   | 56     | +37.776 s        | 3           | 18    |
| 3     | 22 | Jenson Button     | McLaren-Honda             | 56     | +45 235          | 12          | 16    |
| 4     | 3  | Daniel Ricciardo  | Red Bull Racing-TAG Heuer | 56     | +52.688 s        | 2           | 12    |
| 5     | 7  | Kimi Räikkönen    | Ferrari                   | 56     | +1.05.872 min.   | 4           | 10    |
| 6     | 6  | Nico Rosberg      | Mercedes                  | 56     | 1h 38' 53"891    | 1           | 8     |
| 7     | 26 | Daniil Kvyat      | Red Bull Racing-TAG Heuer | 56     | +45.936 s        | 6           | 6     |
| 8     | 19 | Felipe Massa      | Williams-Mercedes         | 56     | +1.15.511 min.   | 10          | 4     |
| 9     | 44 | Lewis Hamilton    | Mercedes                  | 56     | +1.18.230 min.   | 22          | 2     |
| 10    | 55 | Carlos Sainz, Jr. | Toro Rosso-Ferrari        | 56     | +1.24.127 min.   | 8           | 1     |
| 11    | 33 | Max Verstappen    | Toro Rosso-Ferrari        | 56     | +1.19.268 min.   | 9           | 0     |
| 12    | 77 | Valtteri Bottas   | Williams-Mercedes         | 56     | +1.26.192 min.   | 5           | 0     |
| 13    | 11 | Sergio Pérez      | Force India-Mercedes      | 56     | +1.34.283 min.   | 7           |       |
| 14    | 21 | Esteban Gutiérrez | Haas-Ferrari              | 55     | + 1 Volta        | 18          |       |
| 15    | 27 | Nico Hülkenberg   | Force India-Mercedes      | 55     | + 1 Volta        | 13          |       |
| 16    | 9  | Marcus Ericsson   | Sauber-Ferrari            | 55     | + 1 Volta        | 15          |       |
| 17    | 20 | Kevin Magnussen   | Renault                   | 55     | + 1 Volta        | 17          |       |
| 18    | 94 | Pascal Wehrlein   | MRT-Mercedes              | 55     | + 1 Volta        | 21          |       |
| 19    | 8  | Romain Grosjean   | Haas-Ferrari              | 55     | + 1 Volta        | 14          |       |
| 20    | 12 | Felipe Nasr       | Sauber-Ferrari            | 55     | + 1 Volta        | 16          |       |
| 21    | 88 | Rio Haryanto      | MRT-Mercedes              | 55     | + 1 Volta        | 20          |       |
| 22    | 30 | Jolyon Palmer     | Renault                   | 55     | + 1 Volta        | 19          |       |
| Font: |    |                   |                           |        |                  |             |       |